# Konsulat Generalny Rzeczypospolitej Polskiej w Benghazi
Konsulat Generalny Rzeczypospolitej Polskiej w Benghazi – polska misja konsularna w mieście Bengazi Libii istniejąca od 1975 do 2006.

## Kierownicy placówki
- 1991–1992 – Zbigniew Byszewski
- 1992–1995 – Krzysztof Smyk
- 1995–1998 – Krzysztof Czapla
- 1998–2000 – Jarosław Wojtara
- 2001 – Marcin Strokowski, p.o.
- 2005–2006 – Jerzy Chumek, p.o.[6]
- 2006 – Krzysztof Smyk